# Нойгаус-ан-дер-Пегніц
Нойгаус-ан-дер-Пегніц (нім. Neuhaus an der Pegnitz) — громада в Німеччині, розташована в землі Баварія. Підпорядковується адміністративному округу Середня Франконія. Входить до складу району Нюрнбергер-Ланд.
Площа — 23,96 км2. Населення становить 2850 ос. (станом на 31 грудня 2020).